# Насир ад Дін ат-Тусі
Насир ад Дін Абу́ Джафар Муха́мад ібн Муха́мад Ту́сі (перс. محمد بن محمد بن الحسن الطوسی, 17 лютого 1201 р., м. Тус, Хорасан, Персія — 25 червня 1274 р., м. Мераге, Персія) — перський (азербайджанський) науковець-енциклопедист, механік, астроном.

## Життєпис
Народився в Тусі, Хорасан. Здобув різносторонню освіту. Розпочав навчання, вивчивши Коран, хадиси, шиїтську юриспруденцію, логіку, філософію, математику, медицину й астрономію.
Перший період його життя пов'язаний з Кухістаном. У 1235—1256 рр. жив у фортеці Аламут, столиці держави ісмаїлітів-асасинів. У 1256 р. був особистим радником монгольського завойовника Хулагу-хана, онука Чингисхана, котрий зробив його придворним астрологом. У 1258 р. ат-Тусі брав участь в поході Хулагу на м. Багдад і вів переговори з халіфом про капітуляцію. Протягом багатьох років ат-Тусі був радником Хулагу з фінансових питань і розробив проєкт податкової реформи, що був здійснений одним з наступників ільхана.
Заснував в 1259 р. найбільшу у той час у світі обсерваторію в м. Мераге, поблизу Тебриза. Вона була устаткована численними інструментами нової конструкції, найбільшим з яких був квадрант радіусом 36 м. У обсерваторії під керівництвом ат-Тусі працювали багато відомих учених сходу, в ній було зібрано багато рукописів. Підсумком 12-річних спостережень мерагінських астрономів з 1259 р. до 1271 р. були «Ільханські таблиці» («Зидж Ільхані»), складені самим ат-Тусі. У цій праці містилися таблиці для обчислення положення Сонця і планет, зоряний каталог, а також перші шестизначні таблиці синусів і тангенсів з інтервалом 1'. На підставі спостережень зірок ат-Тусі дуже точно визначив величину прецесії земної осі (51,4"). Мерагінська обсерваторія припинила існувати в першій чверті XIV ст.
Ат-Тусі переклав арабською мовою і прокоментував «Начала» Евкліда (дав оригінальний доказ V постулату Евкліда), «Альмагест» Птолемея, праці Архімеда. У трактаті зі сферичної тригонометрії ввів нове поняття — «полярний трикутник».
Наукова спадщина ат-Тусі, окрім праць з математики і астрономії, складає також роботи з оптики, філософії, логіки, етики.

## Праці
Відомо про близько 150 трактатів і листів Насир ад Діна ат-Тусі, з яких двадцять п'ять написані перською мовою, а решта — арабською.

## Вшанування
На його честь названо астероїд 10269 Тусі.